# Rhynchostegiella sakuraii
Rhynchostegiella sakuraii är en bladmossart som beskrevs av Noriwo Takaki 1956. Rhynchostegiella sakuraii ingår i släktet nålmossor, och familjen Brachytheciaceae. Inga underarter finns listade i Catalogue of Life.